# Colca (rzeka)
Colca (hiszp. Río Colca, kecz. Qullqa mayu) – rzeka w Ameryce Południowej w peruwiańskich Andach, przepływa około 100 km na północny zachód od miasta Arequipa. Źródła znajdują się na zboczach szczytu Yanasalla (4886 m n.p.m.) górującego nad wysokogórską równiną, będącą południową częścią Altiplano, uchodzi do Oceanu Spokojnego. Na obszarze regionu Arequipa przepływa przez Kanion Colca, według niektórych źródeł uważany za najgłębszy kanion świata.